# Canevino
Canevino é uma comuna italiana da região da Lombardia, província de Pavia, com cerca de 132 habitantes. Estende-se por uma área de 4 km², tendo uma densidade populacional de 33 hab/km². Faz fronteira com Caminata (PC), Montecalvo Versiggia, Nibbiano (PC), Rocca de' Giorgi, Ruino, Volpara.

## Demografia
| Variação demográfica do município entre 1861 e 2011                               |
|                                                                                   |
| Fonte: Istituto Nazionale di Statistica (ISTAT) - Elaboração gráfica da Wikipedia |